# Дідик Петро Андрійович
Петро Андрійович Дідик (нар. 26 травня 1954, село Горошків, тепер Тетіївського району Київської області) — український діяч, голова Ізюмської міської ради народних депутатів Харківської області. Народний депутат України 2-го скликання.

## Біографія
Народився у селянській родині. Після закінчення середньої школи працював трактористом колгоспу.
У 1972—1974 роках — служба в Радянській армії.
У 1980 році закінчив Харківський політехнічний інститут, інженер-механік.
З 1981 року — інженер-технолог, головний технолог, у вересні 1983 — червні 1984 року — головний інженер, у червні — серпні 1984 року — в.о. директора, у серпні 1984 — травні 1990 року — директор Ізюмського заводу будівельних матеріалів об'єднання «Харківбудматеріали» Харківської області. Член КПРС.
У травні 1990 — червні 1994 року — голова Ізюмської міської ради і голова виконкому. У червні 1994 — квітні 2002 року — голова Ізюмської міської ради народних депутатів; Ізюмський міський голова Харківської області.
Народний депутат України 2-го демократичного скликання з .04.1994 (2-й тур) до .04.1998, Ізюмський виборчий округ № 380, Харківська область. Член Комітету з питань економічної політики та управління народного господарства. Член депутатської групи «Єдність».
У 1998 році закінчив заочно Харківський державний економічний університет, економіст. 
Потім — начальник Ізюмської філії ВАТ «Харківгаз». Обирався депутатом Харківської обласної ради. Член Партії промисловців і підприємців України.
Під час окупації 2022 року перебував у місті Ізюм. Допомагав мирним жителям.

## Нагороди та відзнаки
- орден «За заслуги» III ступеня